# Erich Valentin (Politiker)
Erich Valentin (* 25. August 1960 in Wien) ist ein österreichischer Politiker (SPÖ). Von 1999 bis Juni 2025 war er Abgeordneter zum Wiener Landtag und Mitglied des Wiener Gemeinderats.

## Ausbildung und Beruf
Erich Valentin besuchte zwischen 1966 und 1970 die Volksschule Leystraße in der Brigittenau und absolvierte danach die Unterstufe des Realgymnasiums Glasergasse (Alsergrund). Danach wechselte er an das Oberstufenrealgymnasium Hegelgasse im 1. Wiener Gemeindebezirk, wo er 1978 maturierte. Valentin studierte im Anschluss bis 1985 Medizin. Während seines Studiums war Valentin von 1978 bis 1985 wissenschaftlicher Mitarbeiter des Dokumentationsarchives des Österreichischen Widerstandes. Daneben arbeitete er im Tourismusbereich. Ab 1985 war Valentin bis 1996 hauptberuflich als Bezirkssekretär der SPÖ-Brigittenau tätig. Seit 1997 ist er für die Öffentlichkeits- und Pressearbeit der SPÖ-Brigittenau zuständig. 
Valentin beschäftigt sich seit 1993 mit Aufgabenstellungen im Bereich der Kommunikationswirtschaft und gründete 1994 mit seiner Frau die Damm Werbung Werbeges.m.b.H. 1997 bis 1999 war er dort auch Geschäftsführer.

## Politik
Erich Valentin engagierte sich ab 1977 als Mitarbeiter in der Jungen Generation (JG) Brigittenau und war zwischen 1978 und 1985 Bezirksvorsitzender der JG. Valentin arbeitete auch in einer SPÖ-Sektion in der Brigittenau mit, war ab 1979 stellvertretender Sektionsvorsitzender und ist seit 1991 Sektionsvorsitzender. Zudem war Valentin von 1985 bis 1996 Bezirkssekretär. 
Erich Valentin wurde 1983 als in die Bezirksvertretung gewählt und wechselte 1994 in den Wiener Landtag und Gemeinderat, wo er Mitglied im Ausschuss Umwelt und Verkehr war. 1996 schied er aus dem Landtag aus, 1999 zog er erneut in den Wiener Landtag und Gemeinderat ein. In der 18. Gesetzgebungsperiode war er Mitglied im Ausschuss „Stadtentwicklung und Verkehr“.

## Privates
Valentin wurde als Sohn der Handelsangestellten Gerda Valentin (geborene Gerschpacher) und des Handelsvertreters Erich Valentin geboren. Er ist seit 1989 verheiratet.